# برشاوشان شعيري جونوي
برشاوشان شعيري جونوي (الاسم العلمي:Adiantum capillus-junonis) هو نوع من النباتات يتبع جنس البرشاوشان من الفصيلة الديشارية.